# Johann von Glogau

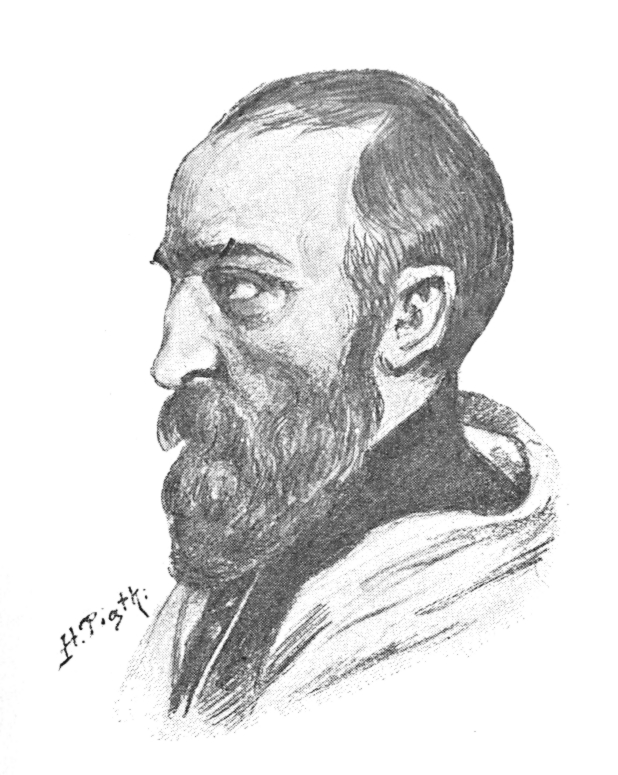
Johann von Glogau

Johann von Glogau (auch Johannes Schelling von Glogau; lateinisch Johannes Glogoviensis, auch Joannis Glogouiensis, Glogerus, de Glogovia, Glogowita; polnisch Jan z Głogowa, auch Jan Głogowczyk); (* um 1445 in Glogau, Fürstentum Glogau; † 11. Februar 1507 in Krakau) war ein deutsch-polnischer Philosoph und Mathematiker.

## Leben und Wirken
Sein Geburtsjahr (zwischen 1440 und 1445) ist unklar. Er gehörte zur wohlhabenden Familie Schelling in Glogau, wo er die Schule am Mariendom besuchte.
Johann studierte ab 1462 und wurde Professor an der Krakauer Akademie (seit 1817 Jagiellonen-Universität). Er erlangte nach drei Jahren den Baccalaureus und nach weiteren zwei Jahren das Lizentiat. Den Magister, der dem Doktortitel gleichstand, erhielt er 1468, worauf er mit der Lehre an der Artistenfakultät begann. Dort war er 1478 und 1489–90 der Dekan.
In Krakau wirkte er als Lehrer vor allem der Philosophie und Mathematik so erfolgreich, dass er viele Studenten anzog. Seine Vorbilder waren ganz traditionell Thomas von Aquin und Albertus Magnus, dagegen lehnte er die Einstellungen und Ansichten des spätmittelalterlichen Averroismus ab, die in Krakau bereits Anhänger fanden. Er hielt am Weltbild des Ptolemäus fest, auch wenn er sich mit den neuen geografischen Entdeckungen (Amerika) befasste.
Er gab den Grammatiker Aelius Donatus mit einem Kommentar heraus, der in Krakau lange in Gebrauch blieb, und Kommentare zu fast allen Schriften des Aristoteles. In der Logik vertrat er einen Eklektizismus zwischen der sogenannten Alten und Neuen Logik, wobei er einige Einwände gegen die neu ausgearbeitete Schlusslehre von Petrus Hispanus zum Verhältnis von Prämissen und Folgerungen erhob. Dabei verteidigte er den gesunden Alltagsverstand gegen augenscheinliche Paradoxien in einigen Schlussformen. Gegen Johannes de Sacrobosco (Sphaera) verteidigte er das geozentrische Weltbild sowie die traditionelle Epizykeltheorie der Sphären gegen den Averroismus.
Von ihm sind ab 1476 die frühesten Practica, astronomische Vorhersage-Broschüren, in deutscher Sprache überliefert.
Mit großen Geldopfern erbaute er ein Konvikt für Studenten, zu denen ab 1491 vermutlich auch Nicolaus Copernicus gehörte.

## Werke
- De verificatione. In scientiam mortalium hominum introductiorum quae cuilibet homini ex celesti praesignatur circulo... anno... 1495 feliciter recollectum, 1495 (Kritik der Astrologie)
- Liber posteriorum analeticorum, Leipzig 1499 (Kommentar zu Aristoteles’ Analytica posteriora)
- Exercitium nove logice, Krakau 1499 (Kommentar zu der vor der Übersetzung durch Jakob von Venedig fast unbekannten Schrift Analytica posteriora des Aristoteles, daher Neue Logik)
- Notae in computum ecclesiasticae
- Exercitium super omnes tractatus parvorum logicalium Petri Hispani, Leipzig 1500 (Auseinandersetzung mit der Neuen Logik)
- Computus chirometralis, 1507 (Kommentar zur Ethik des Aristoteles)[4]
- Introductorium compendiosum in tractatum sphere materialis Joa. de Sacrobusto. Krakau 1506 (Astronomie)
- Declaratio Donati minoris Grammatici de octo partibus orationis. Leipzig 1509 (Grammatik)
- Tractatus preclarissimus in iudiciis astrorum de mutationibus aeris ... benerevisus. Krakau 1514 (Astronomie)
- Introductorium astronomiae in ephemerides. Krakau 1514